# Podział administracyjny Beninu
Obecny podział administracyjny Beninu został ustalony 15 stycznia 1999 roku. Dzieli się on na 12 departamentów (fr. département), które z kolei składają się na 77 gmin (fr. commune). 

## Historia
W 1975 roku ówczesny Dahomej zmienił nazwę na obecną, Benin. Wówczas utworzono 6 prowincji: Atacora, Atlantique, Borgou, Mono, Ouémé oraz Zou. 15 stycznia 1999 roku przeprowadzono reformę administracyjną, która zmieniła nazewnictwo „prowincji” na „departamenty”. W wyniku tej samej reformy zwiększono liczbę departamentów z 6 do 12 – Alibori został wydzielony z Borgou, Collines z Zou, Couffo z Mono, Donga z Atacora, Littoral z Atlantique a Plateau z Ouémé. 

## Departamenty
Największym departamentem jest Alibori (o powierzchni 26 242 km²), natomiast najmniejszym Littoral – zaledwie 79 km² powierzchni wokół miasta Kotonu. W 2013 roku departament Atlantique miał największą populację – liczył wówczas 1 398 229 mieszkańców. Z kolei najmniejszą populację ma departament Mono – 497 243 mieszkańców. 
| Departament | Powierzchnia (w km²) | Liczba mieszkańców (w 2013 roku) |
| ----------- | -------------------- | -------------------------------- |
| Alibori     | 26 242               | 867 463                          |
| Atacora     | 20 499               | 772 262                          |
| Atlantique  | 3 233                | 1 398 229                        |
| Borgou      | 25 856               | 1 214 249                        |
| Collines    | 13 931               | 717 477                          |
| Couffo      | 2 404                | 745 328                          |
| Donga       | 11 126               | 543 130                          |
| Littoral    | 79                   | 679 012                          |
| Mono        | 1 605                | 497 243                          |
| Ouémé       | 1 281                | 1 100 404                        |
| Plateau     | 3 264                | 622 372                          |
| Zou         | 5 243                | 851 580                          |